# Emile Hirsch
Emile Davenport Hirsch (Topanga, California, 13 de marzo de 1985) es un actor estadounidense. Comenzó a finales de la década de 1990, apareciendo en varias películas de televisión y series, y se hizo conocido como actor de cine después de papeles en Los amos de Dogtown, The Emperor's Club, The Girl Next Door, Alpha Dog y Speed Racer, entre otras películas.

## Biografía
Nació en Topanga, California. Su madre, Margaret Esther Davenport, es una artista plástica y docente que ha diseñado libros pop-up. Su padre, David M. Hirsch, es un empresario, director y productor. Tiene una hermana mayor, Jenny. Hirsch es en parte de ascendencia judía y fue criado en Los Ángeles (California), y en Santa Fe (Nuevo México), donde vivió con su madre varios años después de que sus padres se divorciaran. Su hermana le sugirió actuar cuando se matriculó en Will Geer Theatricum, un campamento de verano de teatro, en Topanga. Además asistió a Topanga Canyon Elementary School, Paul Revere Middle School y la Academia de Música de Alexander Hamilton High School en Los Ángeles.

## Carrera
Hirsch comenzó a actuar a la edad de ocho años en la zona rural Woodstock, Illinois,  apareciendo en varios telefilms como Gargantúa (1998) o Houdini en el que interpretaba al famoso mago. También en series de televisión como Sabrina, la bruja adolescente. Después de su aparición en NYPD Blue, los directores de casting comenzaron a singularizarlo como un joven actor serio, lo que lo llevó al primero de dos episodios en rol de estrella invitada en ER
En el año 2002 hizo su debut en el cine con The Dangerous Lives of Altar Boys en la que compartía protagonismo con Jodie Foster y Kieran Culkin interpretando a un estudiante de un colegio católico durante los años 1970. Su siguiente papel cinematográfico fue en el drama de la escuela preparatoria, The Emperor's Club, con Kevin Kline, que fue lanzado a finales de 2002. Las reseñas de Hirsch han sido favorables, y ambas películas recibieron críticas generalmente positivas, pero se comportaron moderadamente en la taquilla.

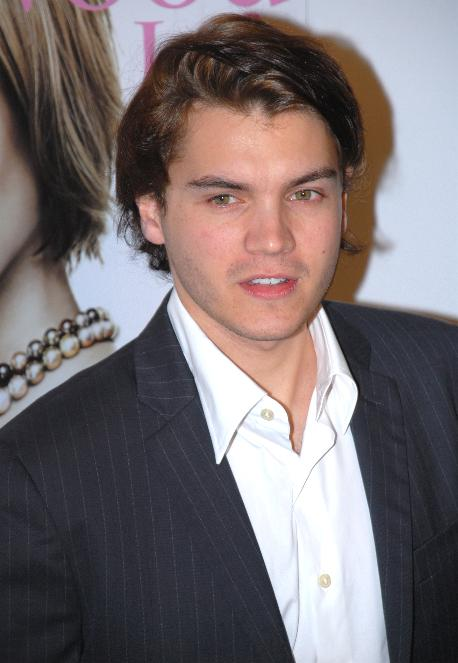
Emile Hirsch en Hollywood Life Magazine’s 7th Annual Breakthrough Awards 2007.

Hirsch en el año 2004 apareció en la comedia adolescente The Girl Next Door y como resultado obtuvo excelentes críticas y un mayor reconocimiento en la corriente principal entre las audiencias adolescentes. The Mudge Boy, una película independiente la que había protagonizado antes de hacer The Girl Next Door, recibió un lanzamiento limitado en el verano del mismo año. En referencia a su indecisión para decidir si debe o no interpretar su personaje de Matthew Kidman en The Girl Next Door, Hirsch dijo lo siguiente: 

Yo realmente no quiero hacer una comedia adolescente, ¿sabes? Quiero decir, yo no quería estar en una película mala, eso es todo.

La siguiente aparición de Emile fue con Jeff Daniels y Sigourney Weaver en Imaginary Heroes, un drama sobre una familia disfuncional, que recibió un lanzamiento limitado en febrero de 2005. En el mismo año, Hirsch protagonizó junto a Heath Ledger en Los amos de Dogtown, un favorito de culto por la directora Catherine Hardwicke. La película trata sobre una serie de conocidos patinadores de la década de 1970 y su papel en el nacimiento de una cultura del monopatín de alto perfil. Fue lanzado el 3 de junio de 2005. Hirsch interpretó a Jay Adams (algunos dicen que fue el original "Z-Boy"), y fue elogiado por la crítica por su actuación.

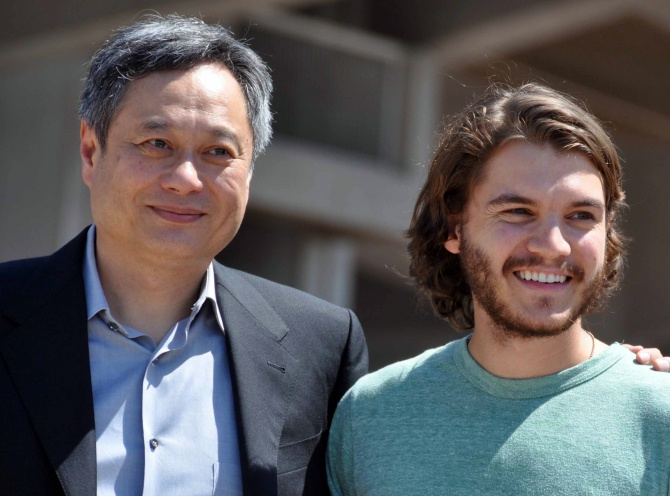
Emile Hirsch y Ang Lee en Cannes, 2009.

Posteriormente, apareció en Alpha Dog, un oscuro drama protagonizado por Justin Timberlake, Anton Yelchin, Bruce Willis y Sharon Stone en la que Hirsch interpretó un personaje basado en la vida real del traficante de drogas Jesse James Hollywood. La película se rodó en 2004 y fue estrenada el 12 de enero de 2007.
Su interpretación más importante, hasta la fecha, fue la realizada en la película de aventura-drama Into the Wild, interpretando al aventurero Chris McCandless dirigida por Sean Penn. Perdió cuarenta libras para el papel y fue dicho en críticas como nominado al Oscar potencial para la película, además de recibir una nominación al Screen Actors Guild al mejor actor. La película fue estrenada el 21 de septiembre de 2007. La revista Esquire dijo acerca de la actuación de Emile en este film:

[Hirsch] crea un personaje vívido e inolvidable que a la vez admiro y compadezco.

Hirsch tuvo el papel principal en Speed Racer, película dirigida por los hermanos Wachowski. Este film trata sobre las aventuras de un joven piloto de carreras al volante de su extraordinario vehículo. Su estreno tuvo lugar el 9 de mayo de 2008. En el mismo año protagoniza Milk junto a Sean Penn y dirigida por Gus Van Sant, donde Hirsch interpreta gay activista de derechos, Cleve Jones.
Fue protagonista en Woodstock, basada en un guion de memorias de Elliot Tiber Taking Woodstock, adaptada por James Schamus. La película fue dirigida por el director ganador del Oscar, Ang Lee. Sus compañeros de reparto fueron Demetri Martin, Liev Schreiber, Imelda Staunton, Eugene Levy y Goodman Henry entre otros. Taking Woodstock fue filmada en el estado de Nueva York y lanzada en agosto de 2009.

### 2010-presente
En abril de 2010, el director Chris Gorak lo eligió para su película de ciencia ficción, The Darkest Hour. La película fue filmada en Moscú y fue estrenada en diciembre de 2011.

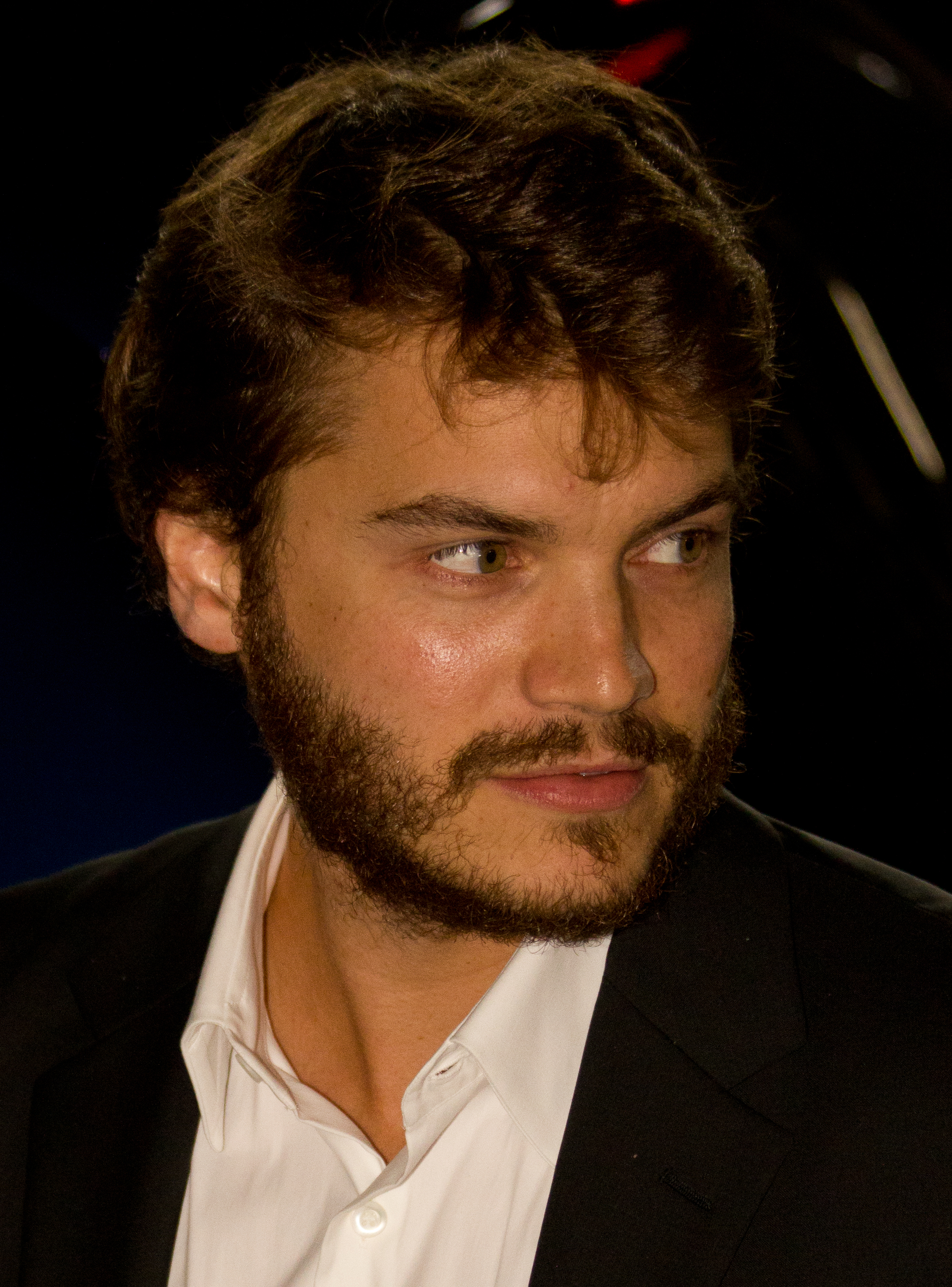
Emile Hirsch en el Festival de Cine de Toronto en 2012

En abril de 2011, fue elegido para participar en Savages película dirigida por Oliver Stone, en la que también participan Blake Lively y Salma Hayek. Su estreno tuvo lugar en julio de 2012. Además interpreta a Chris Smith en Killer Joe, comedia negra escrita por Tracy Letts con dirección a cargo de William Friedkin y coprotagonizada por Matthew McConaughey. La trama gira en torno a un traficante de drogas (Hirsch), cuyas pertenencias han sido robadas por su madre y que debe devolver 6000 dólares si no quiere morir. Cuando descubre que cobrando el seguro de vida de su madre se haría con 50.000 dólares decide recurrir a Killer Joe (McConaughey). El lugar elegido para rodar la película fue Nueva Orleans.
En 2012 Hirsch protagonizó The Motel Life, junto con Stephen Dorff, Dakota Fanning y Kris Kristofferson, una adaptación de la novela homónima de Willy Vlautin y dirigida por Alan Polsky y Gabe Polsky. La película cuenta la historia de dos hermanos, Frank (Hirsch) y Jerry Lee Flannigan (Stephen Dorff), que abandonan de forma precipitada el motel en el que estaban viviendo, puesto que, mientras conducía borracho, el segundo de ellos mata a un niño que iba en bicicleta.
Más tarde participó en la adaptación al cine de la novela Venuto al mondo, escrita por Margaret Mazzantini, Volver a nacer, en la que comparte protagonismo con Penélope Cruz. Se realizó la presentación de la película en el Festival de San Sebastián de 2012.

### Agresiones a una ejecutiva
En enero del año 2015 atacó a Daniele Bernfeld, una ejecutiva de Paramount Pictures, agrediéndola físicamente  en el Tao Nightclub de Park City, Utah. En agosto de ese mismo año se declaró culpable y fue sentenciado a pasar quince días en la cárcel, pagar una multa de 4750 dólares y el deber servir cincuenta horas de servicio comunitario.

## Vida personal
Hirsch se encuentra en Venice, California, y le gusta escribir poesía, guiones de cine y practicar skate.
Hirsch apareció en Esquire en noviembre de 2007, siendo llamado uno de los "Actores del Año", junto a Denzel Washington, Cate Blanchett, Javier Bardem, Jake Gyllenhaal y Robert Downey Jr., por su papel en la película de Sean Penn, Into the Wild.
Emile escribió un "Diario de Congo" en diciembre de 2008, que fue publicado en la edición siguiente junto con un reportaje fotográfico. Se aventuró en África junto con cuatro jóvenes activistas, y llevaba un diario de su viaje de cinco días. Reflexionando sobre su viaje, Hirsch dijo:

Ahora miro hacia atrás en algunas de las partes anteriores de esta guía de viajes y casi me río de mi ingenuidad. Tal vez todos pueden unirse para cambiar el mundo.

## Filmografía

### Cine
| Año  | Título                            | Personaje              | Notas |
| ---- | --------------------------------- | ---------------------- | ----- |
| 2002 | The Dangerous Lives of Altar Boys | Francis Doyle          |       |
| 2002 | The Emperor's Club                | Sedgewick Bell         |       |
| 2003 | The Mudge Boy                     | Duncan Mudge           |       |
| 2004 | The Girl Next Door                | Matthew Kidman         |       |
| 2004 | Héroes Imaginarios                | Tim Travis             |       |
| 2005 | Los amos de Dogtown               | Jay Adams              |       |
| 2006 | Alpha Dog                         | Johnny Truelove        |       |
| 2007 | Into the Wild                     | Christopher McCandless |       |
| 2007 | The Air I Breathe                 | Tony                   |       |
| 2008 | Speed Racer                       | Speed Racer            |       |
| 2008 | Milk                              | Cleve Jones            |       |
| 2009 | Taking Woodstock                  | Billy                  |       |
| 2011 | Killer Joe                        | Chris Smith            |       |
| 2011 | The Darkest Hour                  | Sean                   |       |
| 2012 | The Motel Life                    | Frank                  |       |
| 2012 | Savages                           | Speed                  |       |
| 2012 | Venuto al mondo                   | Diego                  |       |
| 2013 | Prince Avalanche                  | Lance                  |       |
| 2013 | Lone Survivor                     | Danny Dietz            |       |
| 2015 | Ten Thousand Saints               | Johnny                 |       |
| 2015 | Just Jim                          | Dean                   |       |
| 2016 | Vincent-N-Roxxy                   | Vincent                |       |
| 2016 | The Autopsy of Jane Doe           | Austin                 |       |
| 2016 | The Runaround                     | Martin                 |       |
| 2018 | The Outsider                      |                        |       |
| 2018 | Freaks                            | Henry Lewis            |       |
| 2019 | Érase una vez en Hollywood        | Jay Sebring            |       |
| 2021 | Midnight in the Switchgrass       | Byron Crawford         |       |
| 2023 | Helen's Dead                      | Adam                   |       |
| 2023 | Walden                            | Walden Dean            |       |

### Televisión
| Año  | Título                                               | Personaje       | Notas                              |  |
| ---- | ---------------------------------------------------- | --------------- | ---------------------------------- |  |
| 1996 | Kindred: The Embraced                                | Niño moribundo  | Episodio: "Romeo and Juliet"       |  |
| 1997 | 3rd Rock from the Sun                                | Punk            | Episodio: "Scaredy Dick"           |  |
| 1997 | Early Edition                                        | Lance Foster    | Episodio: "March in Time"          |  |
| 1998 | Gargantua                                            | Brandon Ellway  | Película para Tv                   |  |
| 1998 | Players                                              | Adam Paprelli   | Episodio: "Con-Vivants"            |  |
| 1998 | Houdini                                              | Joven Houdini   | Película para Tv                   |  |
| 1999 | The Pretender                                        | Bryce Banks     | Episodio: "End Game"               |  |
| 1999 | Sister, Sister (Cosas de hermanas, Hermana, hermana) | Jeremy          | Episodio: "Let's Dance"            |  |
| 1999 | Sabrina, la bruja adolescente                        | Darryl          | Episodio: "Sabrina the Matchmaker" |  |
| 1999 | Promised Land                                        | Walter Elliott  | Episodio: "A Day in the Life"      |  |
| 1999 | Profiler                                             | Bryce Banks     | Episodio: "Grand Master"           |  |
| 1999 | NYPD Blue                                            | Marcello Parisi | Episodio: "Voir Dire This"         |  |
| 1999 | Urgencias                                            | Chad Kottmeier  | 2 episodios                        |  |
| 2001 | Wild Iris                                            | Lony Brevard    | Película para Tv                   |  |
| 2013 | Bonnie and Clyde: Dead and Alive                     | Clyde Barrow    | Miniserie: 2 episodios             |  |
| 2018 | Trollhunters: Tales of Arcadia                       | James Lake Jr.  | Temporada 3                        |  |

## Premios y nominaciones
| Año  | Premio                                            | Categoría | Título              | Resultado |
| ---- | ------------------------------------------------- | --- | ------------------- | --------- |
| 2003 | Young Artist Awards                               | Mejor actuación en una película - Actor joven                                                                                                  | The Emperor's Club  | Nominado  |
| 2005 | MTV Movie Awards                                  | Mejor beso (Compartido con Elisha Cuthbert) | The Girl Next Door  | Nominado  |
| 2005 | Teen Choice Awards                                | Choice movie actuación revelación- masculino                                                                                                   | Los amos de Dogtown | Nominado  |
| 2007 | Gotham Awards                                     | Premio Revelación | Into the Wild       | Nominado  |
| 2007 | Dallas-Fort Worth Film Critics Association Awards | Mejor actor | Into the Wild       | Nominado  |
| 2007 | Mill Valley Film Festival                         | Mejor actor | Into the Wild       | Ganador   |
| 2007 | National Board of Review                          | Actuación Revelación de un actor | Into the Wild       | Ganador   |
| 2008 | Broadcast Film Critics Association Awards         | Mejor actor | Into the Wild       | Nominado  |
| 2008 | Online Film Critics Society Awards                | Mejor actor | Into the Wild       | Nominado  |
| 2008 | Vancouver Film Critics Circle                     | Mejor actor | Into the Wild       | Nominado  |
| 2008 | Festival Internacional de Cine de Palm Springs    | Premio Estrella creciente | Into the Wild       | Ganador   |
| 2008 | Teen Choice Awards                                | Choice movie actor: Drama | Into the Wild       | Nominado  |
| 2008 | Teen Choice Awards                                | Choice movie actor: Acción aventura | Speed Racer         | Nominado  |
| 2008 | ShoWest Convention                                | Estrella masculina del mañana |                     | Ganador   |
| 2009 | Broadcast Film Critics Association Awards         | Mejor actuación en conjunto (Compartido con: Sean Penn, James Franco, Josh Brolin, Victor Garber, Stephen Spinella, Denis O'Hare y Diego Luna) | Milk                | Ganador   |

### Premios del Sindicato de Actores
| Año  | Categoría | Película      | Resultado |
| ---- | --- | ------------- | --------- |
| 2007 | Mejor reparto (Compartido con: Brian H. Dierker, Marcia Gay Harden, Hal Holbrook, William Hurt, Catherine Keener, Jena Malone, Kristen Stewart y Vince Vaughn) | Into the Wild | Nominado  |
| 2007 | Mejor actor | Into the Wild | Nominado  |
| 2008 | Mejor reparto (Compartido con: Josh Brolin, Joseph Cross, James Franco, Victor Garber, Diego Luna, Denis O'Hare, Sean Penn y Alison Pill)                      | Milk          | Nominado  |